# Spaniocercoides philpotti
Spaniocercoides philpotti är en bäcksländeart som beskrevs av Winterbourn 1965. Spaniocercoides philpotti ingår i släktet Spaniocercoides och familjen Notonemouridae. Inga underarter finns listade i Catalogue of Life.